# کاترینا و دخترانش
کاترینا و دخترانش (ایتالیایی: Caterina e le sue figlie) یک مجموعهٔ تلویزیونی ایتالیایی است که در سال ۲۰۰۵ منتشر شد.

## گزیدهٔ بازیگران
- ویرنا لیزی
- آلساندرا مارتینس
- والریا میلیلو
- سارا فلبربام
- نانسی بریلی
- مانوئلا آرکوری
- کارول آلت
- ایوا زانیکی
- آلساندرو بنونوتی
- ری لاولاک
- جولیانا دسیو
- ایوا گریمالدی
- روسی د پالما
- آنخلا مولینا
- تینی کانسینو
- لوردانا مارتینز